# Rugi (Schwert)
Das Rugi, auch Rugi Glamang, ist ein Schwert aus Sulawesi.

## Beschreibung
Das Rugi hat eine gerade Klinge. Die Klinge wird vom Heft zum Ort breiter und der Klingenrücken ist leicht konvex. Die Schneide ist ebenfalls leicht konvex gebogen und wird im Ortbereich bauchig. Der Ort ist in einer leichten Kurve gearbeitet. Das Heft besteht in der Regel aus Holz und hat kein Parier. Es ist im Griffbereich mit Pflanzenfasern umwickelt, um besseren Halt beim Greifen zu bieten. Der Knauf ist triangelförmig gearbeitet und mit einem ausgeschnitzten, großen Auge versehen, das mythologische Bedeutung hat. Der Knauf ist meist an zwei Seiten mit Büscheln aus Pferde- oder Ziegenhaar verziert. Die Scheiden bestehen aus Holz und sind flach gearbeitet. Am Ortbereich sind sie leicht umgebogen und stark quadratisch verbreitert. Das Rugi wird von Ethnien aus Sulawesi benutzt.